# Gregorio Mayáns y Siscar
Gregorio Mayáns y Siscar (ur. 9 maja 1699 w Olivie, zm. 21 grudnia 1781 w Walencji) – hiszpański myśliciel i pisarz. Propagował literaturę kastylijską, napisał pierwszą biografię Cervantesa. Uznawany za osobę łączącą odrodzenie z oświeceniem w literaturze hiszpańskiej. 